# Estación de ferrocarril de Cluj-Napoca
Cluj-Napoca (en rumano: Gara Cluj-Napoca) es la principal estación de ferrocarril de pasajeros y mercancía Cluj-Napoca, Rumania. Fue inaugurada y abierta al tráfico en 1902, cuando la ciudad aún pertenecía al Imperio Austrohúngaro.

## Historia
La estación de Cluj-Napoca fue diseñada y construida por el arquitecto húngaro Ferenc Pfaff en 1902, cuando la ciudad conocida entonces como Kolozsvár formaba parte del Imperio de Austria-Hungría.

## Servicios
La estación forma parte de la línea 300 de Căile Ferate Române entre Bucarest - Ploieşti - Braşov - Teiuş - Cluj-Napoca - Oradea - Episcopia Bihor y la línea Cluj-Napoca - Dej - Ilva Mică. En 2008 la estación de Cluj-Napoca gestionó más de cien trenes de pasajeros, incluidos los servicios domésticos operados por Căile Ferate Române. Cluj-Napoca ofrece conexiones con las principales ciudades rumanas, así como a Budapest, Hungría.

## Distancia a otros destinos

### Rumania
- Bucureşti Nord: 497 km
- Arad (via Alba Iulia): 332 km
- Arad (via Oradea): 279 km
- Braşov: 331 km
- Constanţa (via Bucureşti Nord): 722 km
- Constanţa (via Buzău): 718 km
- Craiova (via Târgu Jiu): 375 km
- Galați (via Braşov): 641 km
- Galați (via Bacău, Suceava): 654 km
- Iaşi: 458 km
- Oradea: 152 km
- Satu Mare (via Baia Mare): 252 km
- Satu Mare (via Oradea): 285 km
- Suceava: 322 km
- Timişoara Nord (via Oradea): 330 km
- Timişoara Nord (via Deva): 389 km

### Europa
- Belgrado: 508 km
- Berlin: 1 260 km
- Budapest: 400 km
- Chişinău: 588 km
- Frankfurt am Main: 1 259 km
- Kiev (via Suceava): 1 116 km

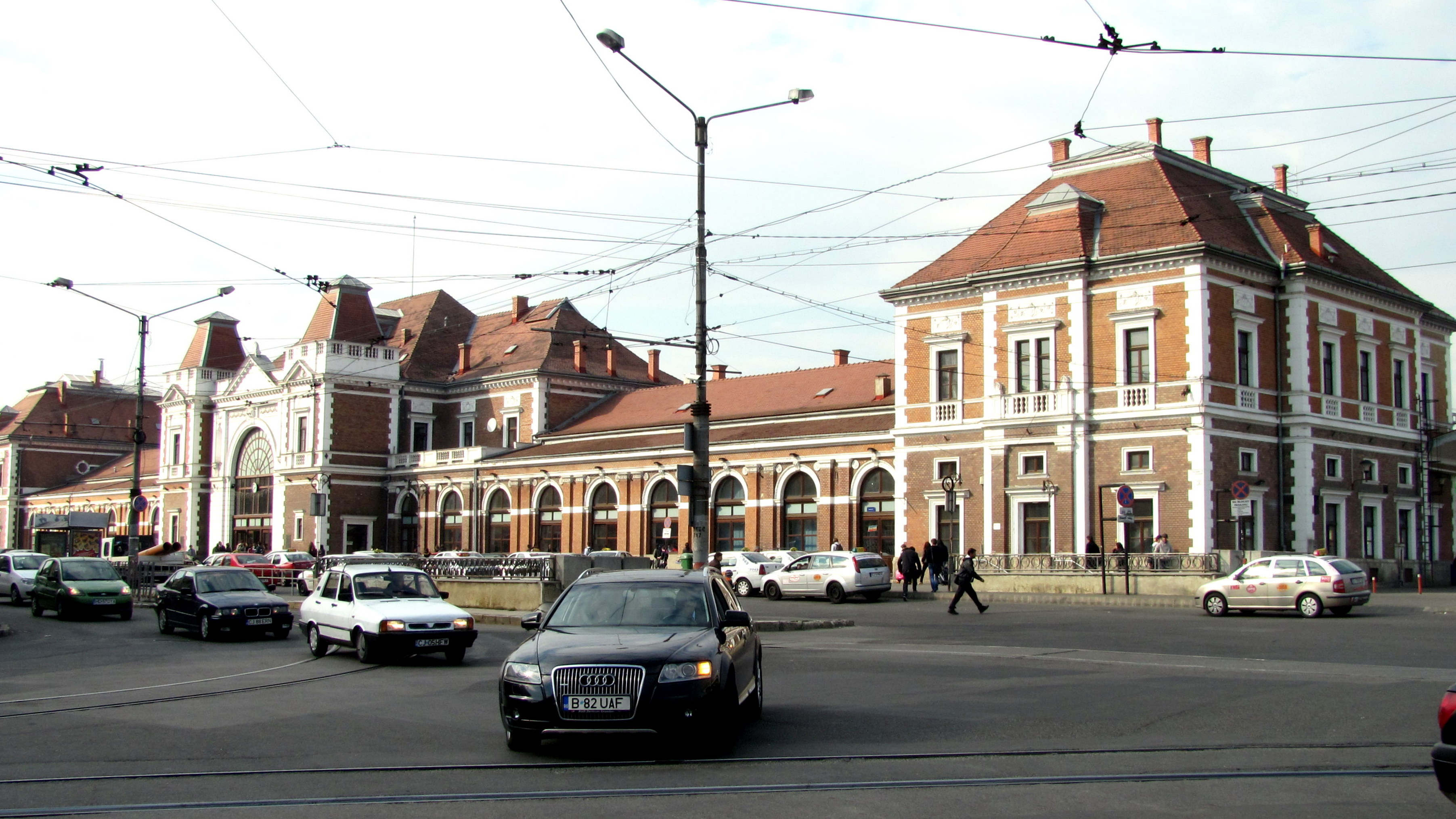
Vista general de la estación.

- Sofia (via Bucureşti Nord): 1 033 km
- Venecia: 1 252 km
- Viena: 672 km